# Die Karten des Bösen
Die drei ??? – Die Karten des Bösen ist ein deutscher Jugendkriminalroman von André Minninger aus dem August 1998 und der 83. Band der Die drei ???-Reihe. Die Hörspielfassung erschien am 12. Oktober 1998 als Folge 82 beim deutschen Hörspiel-Label Europa.

## Inhalt
Auf Empfehlung von Abigail Holligan (die Auftraggeberin aus Stimmen aus dem Nichts), wendet sich die wohlhabende Astrologin Milva Summer an die drei ???. Sie schrieb lange Zeit die Horoskope für die Los Angeles Post und verwendete dabei das Pseudonym Donna Carrington. Mrs. Summer vermisst ihren Kartäuserkater Come-In und bittet die drei ??? um Hilfe, um das Tier wiederzufinden. Diese fahren zum Anwesen der Astrologin, wo sie den Kater vermeintlich tot in einem Ginsterbusch im Vorgarten hängend vorfinden. Mrs. Summer ist am Boden zerstört und bittet die drei ??? den mutmaßlichen Mord an ihrem Kater aufzuklären. Sie erklärt, dass sie schreckliche Angst vor dem Tod habe, da sie mehrfach hintereinander beim Tarotkartenlegen die Karte Der Tod gezogen habe.
Nach einer kurzen Konfrontation mit Mrs. Summers unfreundlichem und bulligem Gärtner Daniel Art, sieht Justus, dass Mrs. Summers Anwesen videoüberwacht ist. Der Täter sollte also schnell identifiziert sein. Kurz darauf teilt Mrs. Summer den drei Jungen jedoch mit, dass die sichtbaren Kameras nur Attrappen zur Abschreckung der radikalen Atomstromgegner seien, die seit Wochen in der Nachbarschaft regelmäßig Stromausfälle verursachen würden. Im Garten fallen den Detektive große Plastiken auf, die die Motive der Tarotkarten zeigen. Mrs. Summer klärt sie auf, dass diese für sie von einem mit ihr befreundeten Bildhauer geschaffen worden wären.
Die drei ??? kehren zunächst in ihre Zentrale zurück, wo sie einige Zeit später einen aufgeregten Anruf von Mrs. Summer erhalten, die ihnen mitteilt, dass Come-In von den Toten zurückgekehrt sei. Wieder in Mrs. Summers Haus ist diese in ausgelassener Stimmung und erklärt, dass der Kartäuserkater von dem Tiermediziner Professor Steed ins Leben zurückgeholt wurde. Kurze Zeit später kommt dieser vorbei, um nach Come-In zu sehen, dem es besser und besser zu gehen scheint. Als Justus dem Mediziner eine Spritze aus dessen Tasche anreichen soll, fällt dem ersten Detektiv ein Fläschchen des Beruhigungsmittels Barbiturol auf.

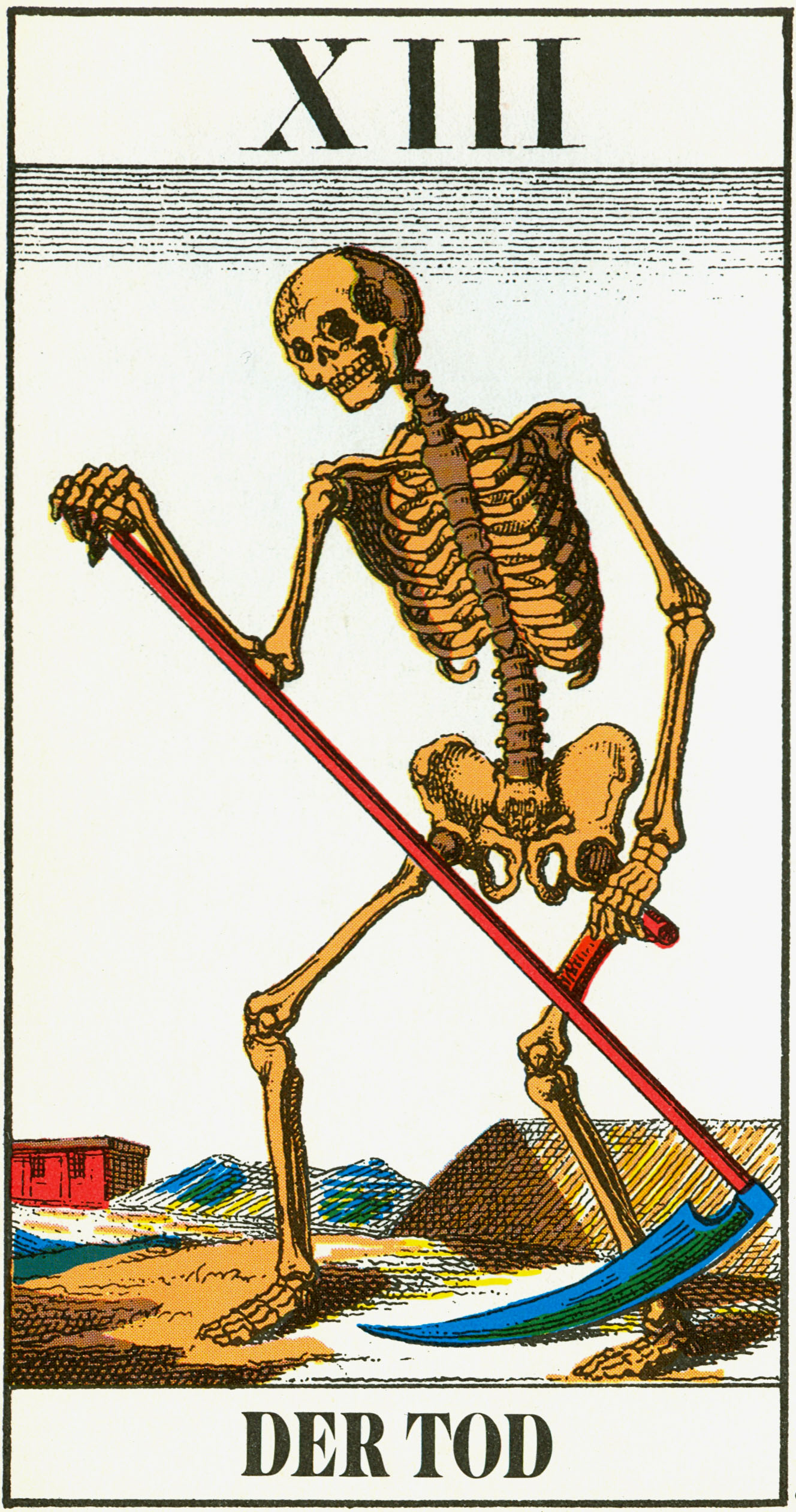
Die Tarotkarte Der Tod aus einem Tarotblatt des 19. Jahrhunderts.

Während einer privaten Unterredung zwischen Mrs. Summer und Professor Steed, die die drei ??? belauschen während sie den Sammelordner der Astrologin anschauen, erklärt dieser ihr seine Prozedur zur Erreichung des Weiterlebens nach dem Tod, wie er sie auch bei Come-In angewandt hat. Er berichtet, dass man die Leiche herunterkühlen würde und mittels Injektion eines Frostschutzmittels und dem Auftragen kleiner Eiskristalle von außen den Körper stabilisieren würde, bis er sein geheimes Mittel spritzen würde, dass das tote Lebewesen von den Toten zurückholen würde. Dies alles geschehe in einem seiner Labore, zu denen eine Todesambulanz die tote Person bringen würde. Aufgrund ihrer Todesangst überredet Professor Steed auch Mrs. Summer zum Unterzeichnen eines entsprechenden Vertrages, der unter anderem eine beträchtliche Vorauszahlung vorsieht.
Ein Reporter taucht vor dem Haus von Mrs. Summer auf und diese gesteht zerknirscht, dass sie kurz nach Come-Ins Wiedererweckung einen Reporter informiert habe, um das Wunder mit der Öffentlichkeit zu teilen. Professor Steed ist entsetzt über Mrs. Summers Verhalten, da seine Methode noch nicht reif für die Öffentlichkeit sei. Um den Reporter abzuschütteln, erklären sich die drei ??? dazu bereit, ihn in Peters MG wegzulocken. Zu diesem Zweck verkleidet sich Peter als Milva Summer. Das Täuschungsmanöver gelingt und der Reporter Mike Hanson verfolgt die drei Detektive durch Los Angeles. Schließlich lässt er ab und die drei ??? sind erleichtert. Bis sie im Radio die Nachricht hören, dass Milva Summer vor wenigen Minuten mit ihrem Wagen tödlich verunglückt sei. Die Leiche sei bereits abtransportiert worden.
Geschockt und mit einem grausigen Verdacht, machen sich die drei Detektive auf den Weg zu Professor Steeds Praxis in Los Angeles. Dort treffen sie auch Mr. Hanson wieder. Sie dringen in das unterirdische Labor des Mediziners ein, wo sie mit Schrecken den vermeintlich toten Körper Mrs. Summers in einer Tiefkühltruhe und an Kabel angeschlossen vorfinden. Begeistert fotografiert Mr. Hanson den leblosen Körper in der Tiefkühltruhe. Professor Steed taucht plötzlich auf und konfrontiert die vier. Aufgrund eines vermeintlich neuerlichen Anschlags der Atomstromgegner, scheint der Strom auszufallen. Kurze Zeit später erhebt sich die scheinbar zu früh wieder zum Leben erwachte Milva Summer aus der Tiefkühltruhe.

### Die Auflösung
Justus fügt im Labor schließlich alle Fäden zusammen. Mrs. Summer und Professor Steed seien nämlich sowohl ein Liebes-, wie er beim Durchsehen von Mrs. Summers Sammelordner erkennen konnte, als auch ein angehendes Verbrecherpaar. Er erläutert, dass Come-In mit dem Barbiturol aus Professor Steeds Arzttaschen soweit beruhigt wurde, dass er in die Drahtschlinge in den Ginsterbusch gehängt werden konnte. Eine Wiedererweckung des Katers habe es also niemals gegeben, ebenso wenig, wie Mrs. Summers Angst vor dem Tod. Der tödliche Autounfall sei zudem fingiert worden, ebenso wie der Stromausfall im Labor. Der Stromausfall hatte es der echten Mrs. Summer ermöglicht, eine zuvor in der Tiefkühltruhe befindliche Puppe herauszuholen und selber scheinbar wiedererwacht, aus der Truhe zu steigen. Als Beweis verweist Justus auf die digitalen Fotos von Mike Hanson. Auf diesen ist der Boden vor der Tiefkühltruhe vor dem Stromausfall trocken, während er nach dem Stromausfall und vor Mrs. Summers Auferstehung feucht war. Die Feuchtigkeit stammte von den Eiskristallen auf der Puppe, die herabrieselten, als Mrs. Summer sie aus der Truhe hob und in einem Schrank verstaute. Die Puppe wurde von Mrs. Summers Bekannten angefertigt, der schon die Figuren in ihrem Garten schuf.
Hintergrund der Inszenierung waren sowohl finanzielle Belange als auch Geltungsbedürfnis. Mittels der vermeintlichen Möglichkeit eines Lebens nach dem Tod, plante Professor Steed zahllose Verträge mit zahlungskräftigen Prominenten abzuschließen und ihnen somit das Geld aus der Tasche zu ziehen. Mrs. Summer erhoffte sich, durch ihren Auftritt als wiederauferstandene Leiche, wieder in die Schlagzeilen zu kommen.

## Kritiken

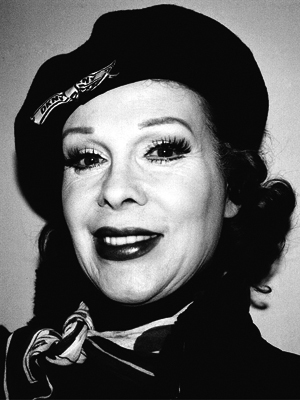
Elisabeth Volkmann sprach die Astrologin Milva Summer.

Unter Fans erhielt der Fall mäßige bis gute Kritiken. Das Hörspiel wird insbesondere von Elisabeth Volkmann als überdrehte und überkandidelte Astrologin Milva Summer und Henning Schlüter als behäbiger und grantiger Tiermediziner Professor Steed getragen. Die Leistungen der beiden Schauspieler werden von Fans zwiegespalten gesehen. So gibt es einige, die die Sprechleistung als zu überzeichnet kritisieren, während andere sie der Atmosphäre der Folge angemessen empfinden.
Besonders kritisiert wird, wie es nicht selten bei von André Minninger geschriebenen Fällen der Fall ist, dass es kaum Ermittlungsarbeit für die drei Detektive zu tun gibt. Gelobt wird allerdings das Thema der Kryonik und der Astrologie sowie die spannende Erzählweise des Hörspieles.
Das Buch befindet sich bei der Fanbewertung auf rocky-beach.com mit Platz 197 im unteren Drittel aller bisherigen Buchveröffentlichungen, während das Hörspiel mit Platz 157 deutlich besser abschneidet (Stand: 2024).

## Hintergrund
Grundthema der Folge ist, neben dem Tarot als Teil der Astrologie, die Wissenschaft der Kryonik, das heißt die Möglichkeit, einen toten Körper durch Einfrieren später wieder zum Leben erwecken zu können.

## Trivia
- Der Arbeitstitel lautete Tarot des Bösen.[4]
- Die Kapitel des Buches tragen jedes einen Namen einer Tarotkarte, beginnend mit Das Rad des Schicksals.
- Das Beruhigungsmittel Barbiturol ist fiktiv. Der Name bezieht sich auf Barbiturate, Wirkstoffe, die beruhigend und schlaffördernd wirken.
- Hörspiel und Buch beginnen mit Peters Horoskop: „Ihre Wahrnehmung wird auf eine harte Probe gestellt. Sollten Sie heute mit Geschehnissen konfrontiert werden, die Ihnen auf den ersten Blick seltsam erscheinen, zögern Sie nicht, sich konsequent damit auseinanderzusetzen.“ Diese Aussage kann als Vorzeichen für die kommenden Ereignisse um Milva Summer und ihren Kater Come-In betrachtet werden.
- Es wird die Große Arkana erwähnt, ein Blatt des Tarot mit 22 Trumpfkarten, die die Grundlagen der Tarot-Deutung sein können.
- Dass Mrs. Summer mehrfach die Karte Der Tod zieht, bedeutet nicht, wie es in der Geschichte nahegelegt wird, dass der Astrologin der Tod droht, sondern Der Tod wird oft so gedeutet, dass ein Abschnitt im Leben zu Ende geht.
- Die Namen Donna Carrington und Milva Summer spielen vermutlich auf die in den 70er und 80er Jahren beliebten Sängerinnen Donna Summer und Milva an.
- Ein früher Cover-Entwurf Aiga Raschs für die Folge zeigte ein hellviolettes Porträt Elizabeth Taylors als Milva Summer hinter einem Rund aus Tierkreiszeichen.[4]